# Guvernul Constantin Angelescu
Guvernul Constantin Angelescu a fost un consiliu de miniștri care a guvernat România în perioada 30 decembrie 1933 - 3 ianuarie 1934.

## Componența
- Președintele Consiliului de Miniștri

Constantin Angelescu (30 decembrie 1933 - 3 ianuarie 1934)
- Ministru de interne

Ion Inculeț (30 decembrie 1933 - 3 ianuarie 1934)
- Ministrul de externe

Nicolae Titulescu (30 decembrie 1933 - 3 ianuarie 1934)
- Ministrul finanțelor

Constantin I.C. Brătianu (30 decembrie 1933 - 3 ianuarie 1934)
- Ministrul justiției

Victor Antonescu (30 decembrie 1933 - 3 ianuarie 1934)
- Ministrul instrucțiunii publice, cultelor și artelor

Constantin Angelescu (30 decembrie 1933 - 3 ianuarie 1934)
- Ministrul apărării naționale

General Nicolae Uică (30 decembrie 1933 - 3 ianuarie 1934)
- Ministrul agriculturii și domeniilor

Gheorghe Cipăianu (30 decembrie 1933 - 3 ianuarie 1934)
- Ministrul industriei și comerțului

Gheorghe Tătărăscu (30 decembrie 1933 - 3 ianuarie 1934)
- Ministrul muncii, sănătății și ocrotirii sociale

Constantin D. Dimitriu (30 decembrie 1933 - 3 ianuarie 1934)
- Ministrul lucrărilor publice și comunicațiilor

Richard Franasovici (30 decembrie 1933 - 3 ianuarie 1934)
- Ministru de stat

Ion Nistor (30 decembrie 1933 - 3 ianuarie 1934)
- Ministru de stat

Alexandru Lapedatu (30 decembrie 1933 - 3 ianuarie 1934)

## Sursa
- Stelian Neagoe - "Istoria guvernelor României de la începuturi - 1859 până în zilele noastre - 1995" (Ed. Machiavelli, București, 1995)

| Precedat(ă) de: Guvernul Ion Gh. Duca | Guvernul Constantin Angelescu 30 decembrie 1933 - 3 ianuarie 1934 | Succedat(ă) de: Guvernul Gheorghe Tătărăscu (1) |